# Foster Farms Bowl 2017
Match précédent Match suivant
Le Foster Farms Bowl 2018 est un match de football américain de niveau universitaire joué après la saison régulière de 2017, le 27 décembre 2017 au Levi's Stadium de Santa Clara dans l'état de Californie aux États-Unis.
Il s'agit de la 16e édition du Foster Farms Bowl.
Le match met en présence les équipes des Wildcats de l'Arizona issus de la Pacific-12 Conference et des Boilermakers de Purdue issus de la Big Ten Conference.
Il débute à 17 h 35 locales et est retransmis en télévision sur ESPN.
Sponsorisé par la société avicole Foster Farms, le match est officiellement dénommé le Foster Farms Bowl 2017.
Purdue gagne le match sur le score de 38 à 35.

## Présentation du match
| Équipes                                                                       | Conférences           | Entraîneurs         | Stats. saison rég. | Classements avant le bowl CFP-AP-Coaches |
| ----------------------------------------------------------------------------- | --------------------- | ------------------- | ------------------ | ---------------------------------------- |
| Wildcats de l'Arizona                                                         | Pacific-12 Conference | Rich Rodriguez (en) | 7 - 5              | NC                                       |
| Boilermakers de Purdue                                                        | Big Ten               | Jeff Brohm          | 6 - 6              | NC                                       |
| Arbitre : Équipe donnée favorite par les bookmakers : Arizona par 3,5 points. |                       |                     |                    |                                          |

Il s'agit de la 3e rencontre entre ces deux équipes :
- le 17 septembre 2005, victoire de Purdue 31 à 24;
- le 20 septembre 2003, victoire de Purdue 59 à 7.

### Wildcats de l'Arizona
Avec un bilan global en saison régulière de 7 victoires et 5 défaites, Arizona est éligible et accepte l'invitation pour participer au Foster Farm Bowl de 2017.
Ils terminent 3e de la South Division de la Pacific-12 Conference derrière no 12 USC et Arizona State, avec un bilan en division de 5 victoires et 4 défaites.
À l'issue de la saison 2017, ils n'apparaissent pas dans les classements CFP, AP et Coaches.
Il s'agit de leur toute 1re apparition au Foster Farms Bowl et du 21e bowl de leur histoire avec un bilan de 9 victoires, 10 défaites et 1 nul. Leur dernière victoire lors d'un bowl, date du New Mexico Bowl 2015 contre New Mexico, 45 à 37.

### Boilermakers de Purdue
Avec un bilan global en saison régulière de 6 victoires et 6 défaites, Purdue est éligible et accepte l'invitation pour participer au Foster Farm Bowl de 2017.
Ils terminent 4e de la West Division de la Big Ten Conference derrière no 6 Wisconsin, no 20 Northwestern et Iowa, avec un bilan en division de 4 victoires et 5 défaites.
À l'issue de la saison 2017, ils n'apparaissent pas dans les classements CFP, AP et Coaches.
Il s'agit de leur toute 1re apparition au Foster Farms Bowl et le 8e bowl de leur histoire avec un bilan de 9 victoires et 8 défaites. Leur dernière victoire lors d'un bowl, date du Little Caesars Pizza Bowl 2011 contre Western Michigan, 37 à 32.

## Résumé du match
Début du match à 17 h 35, fin à 21 h 20 pour une durée totale de jeu de 3 h 45 min .
Températures de 13 °C, vent d'Ouest-Nord-Ouest de 14 km/h, ciel nuageux.
| QT          | Temps       | Drive       | Drive       | Drive       | Équipe      | Description de l'action | Score | Score |
| QT          | Temps       | Jeux        | Yards       | TDP         | Équipe      | Description de l'action | ARI   | PUR   |
| ----------- | ----------- | ----------- | ----------- | ----------- | ----------- | --- | ----- | ----- |
| 1           | 11:43       | 6           | 60          | 01:24       | PUR         | TD de 31 yards par WR Anthony Mahoungou à la suite d'une réception de passe de QB Elijah Sindelar + 1 extra-point par K Spencer Evans | 0     | 7     |
| 1           | 06:43       | 4           | 68          | 01:00       | ARI         | TD de 31 yards par WR Shawn Poindexter à la suite d'une réception de passe de QB Khalil Tate + 1 extra-point par K Josh Pollack       | 7     | 7     |
| 1           | 04:09       | 3           | 34          | 01:06       | ARI         | TD de 29 yards par WR Tony Ellison à la suite d'une réception de passe de QB Khalil Tate, Josh Pollack                                | 14    | 7     |
| 1           | 02:22       | 5           | 75          | 01:47       | PUR         | TD de 42 yards par WR Gregory Phillips à la suite d'une réception de passe de QB Elijah Sindelar + 1 extra-point par K J.D. Delinger  | 14    | 14    |
| 2           | 09:12       | 13          | 90          | 05:04       | PUR         | TD de 22 yards par WR Gregory Phillips à la suite d'une réception de passe de QB Elijah Sindelar + 1 extra-point par K Spencer Evans  | 14    | 21    |
| 2           | 04:11       | 6           | 80          | 02:06       | PUR         | TD à la suite d'une course de 13 yards par RB D.J. Knox + 1 extra-point par K J.D. Delinger                                           | 14    | 28    |
| 2           | 00:00       | 11          | 92          | 01:35       | PUR         | FG de 26 yards par K Spencer Evans | 14    | 31    |
| 3           | 08:53       | 7           | 72          | 03:21       | ARI         | TD de 40 yards par WR Tony Ellison à la suite d'une réception de passe de QB Khalid Tate + 1 extra-point par K Joshua Pollack         | 21    | 31    |
| 3           | 06:31       | 4           | 51          | 01:27       | ARI         | TD de 40 yards par WR Tyrell Johnson à la suite d'une réception de passe de QB Khalid Tate + 1 extra-point par K Joshua Pollack       | 28    | 31    |
| 4           | 03:31       | 7           | 67          | 02:26       | ARI         | TD de 24 yards par WR Shun Brown à la suite d'une réception de passe de QB Khalid Tate + 1 extra-point par K Josh Pollack             | 35    | 31    |
| 4           | 01:44       | 8           | 75          | 01:37       | PUR         | TD de 38 yards par WR Anthony Mahoungou à la suite d'une réception de passe de QB Elijah Sindelar + 1 extra-point par K J.D. Delinger | 35    | 38    |
| Score final | Score final | Score final | Score final | Score final | Score final | Score final | 35    | 38    |

## Statistiques
| Meilleur joueur (MVP) |                  |        |       |
| Système               | Nom              | Équipe | Poste |
| Attaque               | Elijah Sindelar  | Purdue | QB    |
| Défense               | Ja'Whaun Bentley | Purdue | LB    |

| Statistiques par équipe                |                                                     |                                                     |
| Statistiques                           | ARI                                                 | PUR                                                 |
| 1er down                               | 19                                                  | 27                                                  |
| 1er down à la course                   | 5                                                   | 11                                                  |
| 1er down à la passe                    | 12                                                  | 15                                                  |
| 1er down suite pénalité                | 2                                                   | 1                                                   |
| Conversion de 3e down                  | 4/14                                                | 7/19                                                |
| Conversion de 4e down                  | 0/0                                                 | 1/3                                                 |
| Jeux–yards                             | 69 jeux pour 430 yards                              | 90 jeux pour 556 yards                              |
| Yards à la course                      | 43 courses pour 128 yards moyenne de 3 yards/course | 39 courses pour 160 yards moyenne de 4 yards/course |
| Yards à la passe                       | 302                                                 | 396                                                 |
| Passes : Réussies-Tentées-Interceptées | 17/26 passes complétées, 1 interception             | 33/53 passes complétées, 1 interception             |
| Réussite en zone rouge/chances         | 0/0                                                 | 2/2                                                 |
| TD                                     | 5                                                   | 5                                                   |
| Field Goals                            | 0/1                                                 | 1/2                                                 |
| Sacks (Nombre-Yards)                   | 3 pour 26 yards adverses perdus                     | 4 pour 17 yards adverses perdus                     |
| Fumbles (Nombre/Perdus)                | 1/1                                                 | 0/0                                                 |
| Pénalités (Nombre/Yards perdus)        | 6 pour 47 yards perdus                              | 5 pour 50 yards perdus                              |
| Temps de possession                    | 28:51                                               | 30:39                                               |

| Statistiques individuelles |                  |                                                                          |
| Quaterbacks                |                  |                                                                          |
| ARI                        | Khalil Tate      | 17/26 passes complétées, 302 yards, 1 interception, 5 TDs, 4 sacks subis |
| PUR                        | Elijah Sindelar  | 33/53 passes complétées, 396 yards, 1 interception, 4 TDs, 3 sacks subis |
| Meilleurs coureurs         |                  |                                                                          |
| ARI                        | Khalil Tate      | 20 courses pour 58 yards nets gagnés, 0 TD, moyenne de 2,9 yards/course  |
| PUR                        | D.J. Knox        | 11 courses pour 101 yards nets gagnés, 1 TD, moyenne de 9,2 yards/course |
| Meilleurs receveurs        |                  |                                                                          |
| ARI                        | Tony Ellison     | 4 réceptions pour 102 yards gagnés, 2 TDs                                |
| PUR                        | Gregory Phillips | 14 réceptions pour 149 yards gagnés, 2 TDs                               |
| Meilleurs tacleurs         |                  |                                                                          |
| ARI                        | Fields II, Tony  | 13 tacles en solo, 1 TFL (9 yards), 1 Hit QB.                            |
| PUR                        | Markus Bailey    | 11 tacles dont 10 en solo, 1 TFL (2 yards).                              |